# 연막
연막(煙幕, smoke screen)은 보병, 탱크, 항공기, 선박과 같은 군부대의 움직임이나 위치를 나타내기 위해 뿜어내는 연기이다. 연막은 연막탄이나 차량(탱크, 전쟁선 따위)에 의해 적재되는 것이 보통이다.
연막이 적의 시야로부터 움직임을 감추기 위해 사용되는 것이 보통이다. 현대에 들어서는 새로운 형태로 이용되고 있는데, 적외선 센서의 감지를 막아내기 위해서, 또 적의 레이저 빛을 차단하기 위한 초밀도 형태의 차량에서 사용되고 있다.

## 기술

### 연막탄

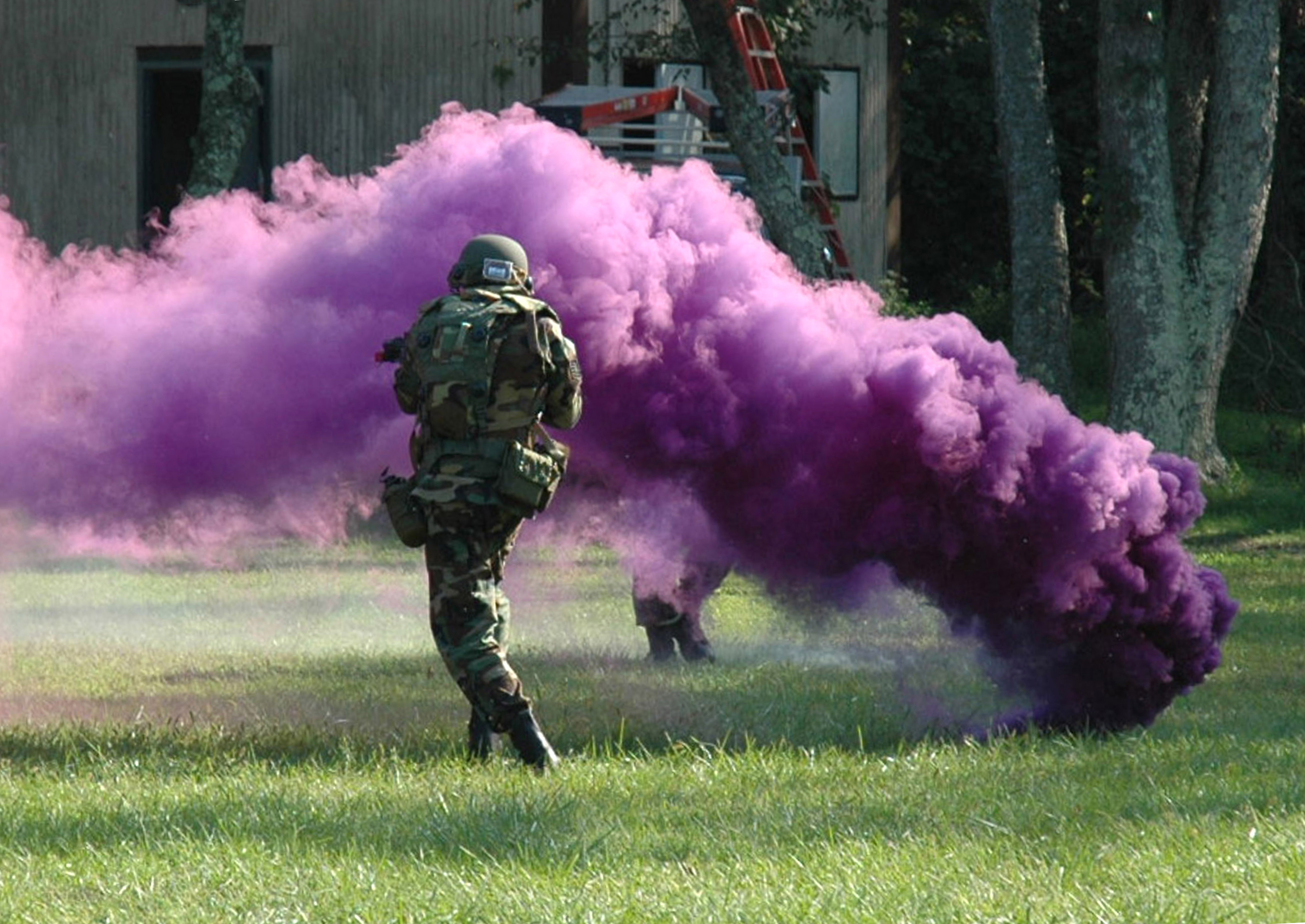

이는 지대지 또는 지대공 신호 장치로 사용되는 캐니스터형 수류탄이다. 본체는 수류탄 내부의 연기 성분이 점화될 때 연기를 방출할 수 있도록 상단 및 하단에 몇 개의 방출 구멍이 있는 강철판 금속 실린더로 구성된다 . 유색 연기를 생성하는 경우 충전재는 유색(빨간색, 녹색
, 노란색 또는 보라색) 연기 혼합물(주로 염소산칼륨, 중탄산나트륨, 유당 및 염료 ) 250~350g으로 구성된다. 차폐 연기를 생성하는 경우 필러는 일반적으로 HC 연기 혼합물(헥사클로로에탄/아연) 또는 TA 연기 혼합물(테레프탈산)로 구성된다. 또 다른 유형의 연막탄은 폭발 작용으로 확산되는 백린탄(WP)으로 채워져 있다. 인은 공기가 있으면 불이 붙고 눈부신 노란색 불꽃으로 타면서 다량의 흰 연기(오산화인)를 생성한다. WP 수류탄은 소이 수류탄의 두 배이다.

### 발연 포탄
포병과 박격포도 연막을 생성하는 탄약을 발사할 수 있으며 지상에서 전술 연막을 생성하는 주요 수단이다. 수류탄과 마찬가지로 포탄은 방출형 연막탄과 폭발형 연막탄으로 모두 사용할 수 있다. 박격포는 박격포 폭탄의 크기가 작고 폭발탄의 효율성이 높기 때문에 거의 항상 파열 연막탄을 사용한다.

### 발연기

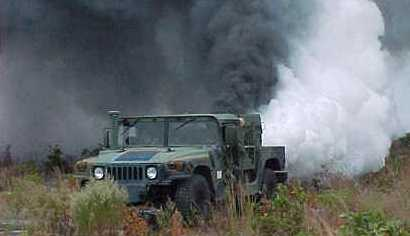

매우 크거나 지속적인 연막은 연기 발생기에 의해 생성된다. 이 기계는 휘발성 물질(일반적으로 오일 또는 오일 기반 혼합물)을 가열하여 증발시킨 다음 증기를 제어된 속도로 차가운 외부 공기와 혼합하여 제어된 물방울 크기를 가진 안개로 응축시킨다. 더 정교한 디자인은 단순히 히터 위에 폐유를 끓이는 반면, 더 정교한 디자인은 특별히 제조된 유성 성분("안개유")을 노즐을 통해 가열된 플레이트에 뿌린다. 적합한 오일을 선택하고 냉각 속도를 신중하게 제어하면 가시광선의 미 산란에 이상적인 크기에 가까운 액적 크기를 생성할 수 있다. 이는 사용된 재료의 중량당 매우 효과적인 차폐를 생성한다. 이 스크린은 발전기에 오일이 공급되는 한 유지될 수 있으며, 특히 다수의 발전기를 사용하는 경우 스크린은 상당한 크기로 커질 수 있다. 50갤런 드럼통의 포그 오일은 15분 안에 97km(60마일)의 땅을 가릴 수 있다.
상대적으로 저렴하게 대량의 연기를 생성하는 반면, 이러한 발생기는 여러 가지 단점을 가지고 있다. 불꽃 발생원보다 반응 속도가 훨씬 느리며 연기가 배출되는 지점에 귀중한 장비를 배치해야 한다. 또한 상대적으로 무겁고 쉽게 휴대할 수 없으므로 바람이 바뀔 경우 심각한 문제가 된다. 후자의 문제를 극복하기 위해 전장에 널리 분산된 고정 포스트에 사용되거나 특별히 개조된 차량에 장착될 수 있다. 후자의 예로는 M56 Coyote 발전기가 있다.
많은 장갑 전투 차량은 일반적으로 뜨거운 배기 장치에 디젤 연료를 분사하여 비슷한 방식으로 연막을 생성할 수 있다.
발연기는 장갑차 또는 차량에 설치하여 넓은 지역을 신속히 차장함으로써 도하작전과 같은 우군의 대규모 작전을 지원하기 위한 것으로, 최초의 연막 발생시 적에게 쉽게 노출되는 단점이 있으나, 먼저 전차 연막탄 발사기나 야포 및 박격포용 연막탄을 사용하여 보완 할 수 있다. 전차는 양호한 방호력과 야지 기동력을 보유하고 있어 신속하게 진지를 점령하여 장시간 광범위한 영역을 신속하게 연막차장 할 수 있다는 장점을 가지고 있다.

### 연막통
짧은 시간 내에 비교적 많은 양의 백색 또는 회백색 연막을 방출하는 통. 손으로 운반하거나 헬리콥터 또는 보트에서 투하하여 사용하며, 수동식 및 전기식으로 점화할 수 있다. 종류에는 KM5 연막통, KM7A1 부유 연막통, KM4A2 부유 연막통, M1 연막통 등이 있다. KM5 연막통은 지상용으로 연소 시간이 12~22분이고, KM4A2 부유 연막통의 연소 시간은 10~15분이다.

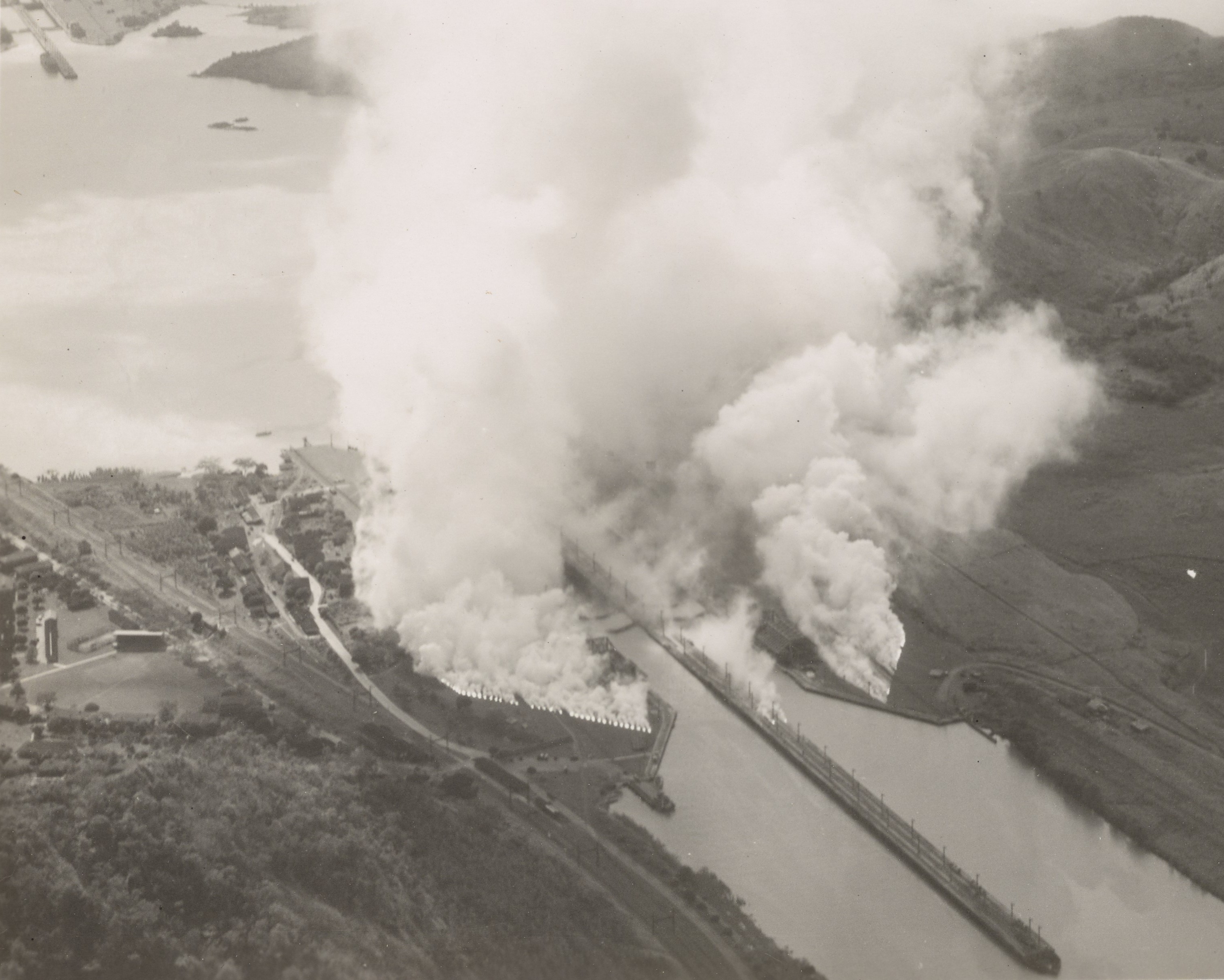
해군 연막

### 해군 기술
군함에서는 연료유를 깔때기에 직접 주입하여 흰 구름으로 증발시키는 간단한 연기 발생기를 사용하기도 했다. 증기 추진 군함 시대에 사용된 훨씬 간단한 방법은 보일러로의 공기 공급을 제한하는 것이었다. 이로 인해 석탄이나 석유가 불완전 연소되어 짙은 검은 연기가 발생했다. 연기는 검은색이었기 때문에 태양으로부터 열을 흡수하여 물 위로 떠오르는 경향이 있었다. 따라서 해군은 흰색의 저지대 구름을 생성하는 사염화티타늄과 같은 다양한 화학 물질로 눈을 돌렸다.

## 연막 차장
전장에서 열화상을 사용하는 FLIR 시스템의 확산으로 인해 전자기 스펙트럼의 적외선 부분 에서 사실상 불투명한 모호한 연기를 사용해야 한다. 이러한 종류의 모호한 연기를 "가시 및 적외선 차단 연기"(VIRSS)라고도 한다.  이를 위해서는 연기의 입자 크기와 구성을 조정해야 한다. 접근 방식 중 하나는 적린 입자와 알루미늄 코팅 유리 섬유를 연소하는 에어로졸을 사용하는 것이다. 그러한 연기 커튼의 적외선 방출은 그 뒤에 있는 더 차가운 물체의 약한 방출을 숨기지만 그 효과는 오래 가지 않는다. 연기에 존재하는 탄소(대부분 흑연 ) 입자는 레이저 지시자의 광선을 흡수하는 역할도 할 수 있다. 또 다른 가능성은 차량 주위에 물 안개가 뿌려지는 것이다. 큰 물방울의 존재는 적외선 대역을 흡수하고 추가로 94GHz 대역 의 레이더 에 대한 대책 역할을 한다. 가시광선/적외선 차폐제로 사용되는 기타 물질로는 미세 분쇄된 황동 또는 흑연 조각, 이산화 티타늄 입자 또는 테레프탈산이 있다.
적외선 연기 생성을 위한 기존 시스템은 입자 크기가 제어된 먼지 에어로졸 생성기 로 작동한다. 대부분의 최신 차량 탑재 시스템은 이 접근 방식을 사용한다. 그러나 에어로졸은 짧은 시간 동안만 공중에 떠 있다.
일부 적외선 연막탄에 사용되는 황동 입자 는 일반적으로 구리 70% 와 아연 30%로 구성된다. 이들은 직경이 약 1.7μm이고 두께가 80~320nm인 불규칙한 조각 모양이다.
일부 실험적인 방해 물질은 적외선과 밀리미터파 영역 모두에서 작동한다. 여기에는 탄소 섬유 , 금속 코팅 섬유 또는 유리 입자, 금속 마이크로와이어, 철 입자 및 적합한 중합체가 포함된다.

## 사용 화학물질

### 염화아연

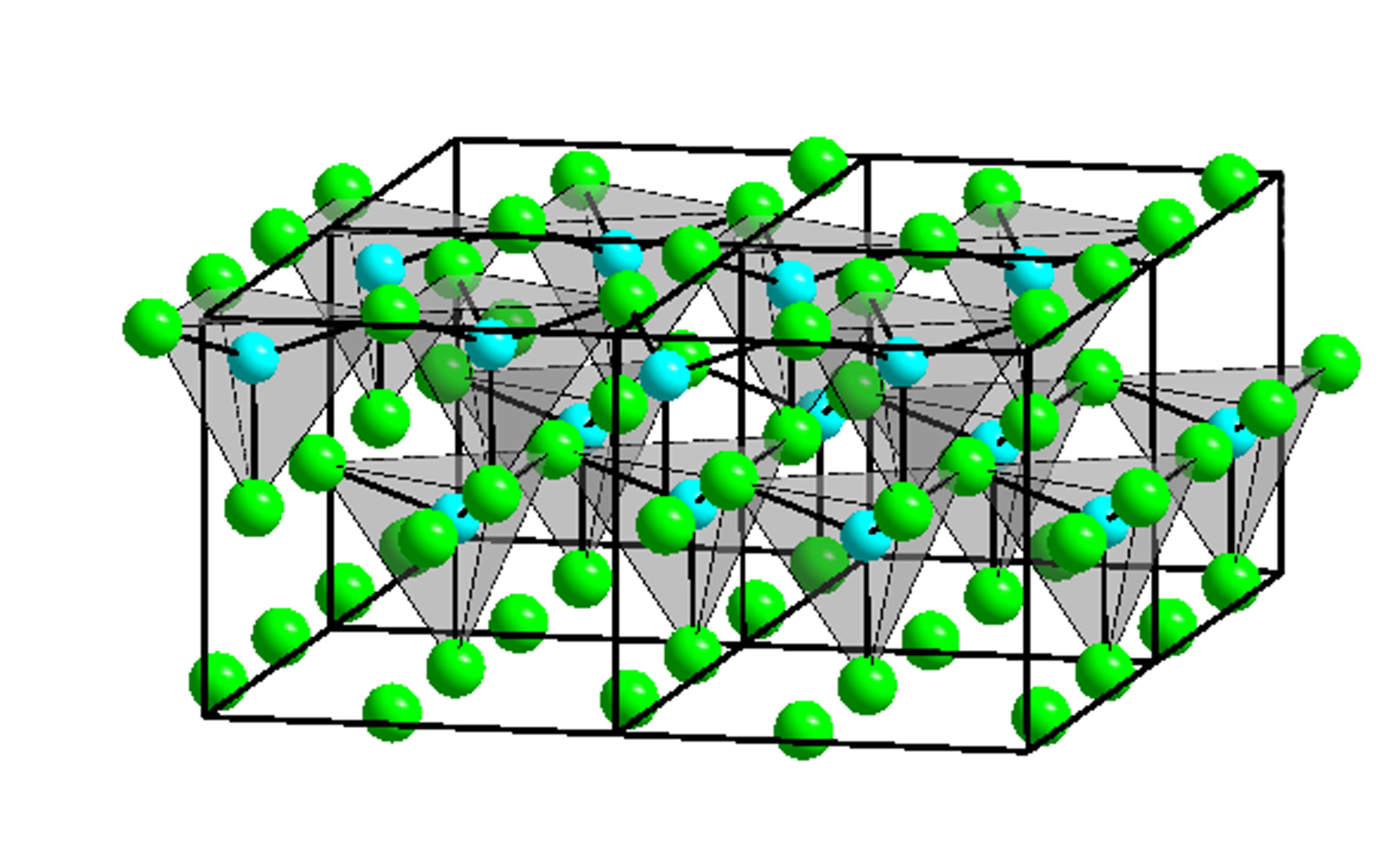
염화아연

염화아연 연기는 회백색이며 작은 염화아연 입자로 구성되어 있다. 이를 생성하는 가장 일반적인 혼합물은 헥사클로로 에탄, 입자형 알루미늄 및 산화아연으로 구성된 염화아연 연기 혼합물 (HC)이다. 연기는 염화아연, 옥시염화 아연, 염산으로 구성되어 공기 중의 수분을 흡수한다. 연기에는 또한 미량의 유기 염소화 화합물, 포스겐 , 일산화탄소 및 염소 가 포함되어있다.

### 염화황산
클로로황산(CSA)은 무겁고 강산성인 액체이다. 공기 중에 분사하면 수분을 쉽게 흡수하여 염산 과 황산 의 짙은 흰색 안개를 형성한다. 적당한 농도에서는 눈, 코, 피부에 매우 자극적이다.
염화황산이 물과 접촉하면 강한 발열 반응으로 부식성 혼합물이 모든 방향으로 흩어진다. CSA는 부식성이 강하므로 취급에 주의가 필요하다.
낮은 농도에서는 피부에 따끔거림이 유발되지만, 높은 농도 또는 현장 농도에 장기간 노출되면 눈, 피부 및 호흡기에 심한 자극을 유발할 수 있으며 가벼운 기침 및 중등도의 접촉성 피부염이 발생할 수 있다. 액체 CSA는 피부에 산성 화상을 입히고 눈에 노출되면 심각한 눈 손상을 초래할 수 있다.
영향을 받은 신체 부위를 물로 씻은 다음 중탄산나트륨 용액으로 씻어야 한다. 그런 다음 화상은 열화상처럼 치료된다. 피부 화상은 쉽게 치유되지만, 각막 화상은 잔여 흉터를 남길 수 있다.
기침, 눈 자극 또는 피부 따끔거림을 유발하기에 충분한 농도의 경우 호흡보호구가 필요하다.

### 사염화티타늄

사염화티타늄

사염화티타늄(FM)은 무색, 불연성, 부식성 액체이다. 습한 공기와 접촉하면 쉽게 가수분해되어 염산 방울과 옥시염화티타늄 입자로 구성된 짙은 흰색 연기가 생성된다.
사염화티타늄 연기는 자극적이고 호흡하기 불편하다.
수직 연막을 만들기 위해 항공기에서 분사되었으며, 제2차 세계 대전 중에는 군함에서 가장 선호하는 연기 생성제였다.
연기와 접촉할 때는 고글과 호흡기를 착용해야 하며, 액체 FM을 취급할 때는 완전한 보호복을 착용해야 한다. 피부나 눈에 직접 접촉하면 액체 FM이 산성 화상을 유발한다.

인

### 인
인의 한 종류인 적린 과 백린(WP)은 적색 또는 왁스 같은 황색 또는 백색 물질이다. 백린탄은 자연 발화성 이므로 물 속에서 안전하게 취급할 수 있지만 공기와 접촉하면 자연 발화한다. 방화용으로 사용된다. 두 유형의 인 모두 연기 생성에 사용되며 주로 포탄, 폭탄 및 수류탄에 사용된다.
백린탄 연기는 일반적으로 매우 뜨겁기 때문에 접촉 시 화상을 입을 수 있다. 적린은 반응성이 낮고 자연 발화하지 않으며 연기로 인해 열 화상을 입지 않는다. 따라서 취급이 더 안전하지만 방화용으로 쉽게 사용할 수 없다.
연소된 인 입자의 에어로졸은 열화상 시스템에 대한 효과적인 차폐제이다 . 그러나 이 효과는 수명이 짧다. 인 입자가 완전히 연소된 후 연기는 방출에서 흡수로 되돌아간다. 가시광선 스펙트럼에서는 매우 효과적이지만 차가운 인 연기는 적외선 파장에서 흡수 및 산란이 낮다. 스펙트럼의 이 부분과 관련된 연기의 첨가제는 열화상 장비나 IR 뷰어에 표시될 수 있다.

### 염료
다양한 신호 목적을 위해서는 유색 연기를 사용해야 한다. 생성되는 연기는 일반적으로, 염소산칼륨과 락토스(유당이라고도 함)를 기본으로 하는 저온 불꽃 조성을 갖는 하나 이상의 염료 혼합물을 연소하여 생성되는 미세한 염료 입자 안개이다.
포그 오일 혼합물에 유색 염료를 추가하면 유색 연막도 가능하다. 일반적인 백색 연막은 이산화티타늄(또는 기타 백색안료)을 사용하지만 이산화티타늄을 다른 색소로 대체하면 다른 색상도 가능하다. 뜨거운 안개 오일이 공기와 접촉하여 응축되면 안료 입자가 오일 증기와 함께 부유된다. 초기 연막 실험에서는 유색 안료를 사용하려고 시도했지만 이산화티타늄이 알려진 가장 강한 광산란 입자이므로 군대와 해군 선박을 가리는 데 가장 적합하다는 사실이 밝혀졌다. 유색 연기는 모호하게 하기보다는 신호를 보내는 데 주로 사용되었다. 요즘 군용 연막탄은 1950년대 AN-M8 모델과 달리 암을 유발하지 않는 것으로 밝혀졌다.

### 술폰산
Medium Mark B 탱크의 연기 발생기는 설폰산을 사용했다.

## 전술

### 역사
| B.C. 2000년경  | B.C. 428년 | 1622년      | 1790년~1810년              | 1914년~1918년   | 1939년~1945년   |
| 고대 인도 전쟁 | 그리스     | 마카오 전투 | 프랑스 혁명, 나폴레옹 전쟁 | 제1차 세계대전  | 제2차 세계대전  |
| 미상           | 투키디데스 | 네덜란드 군 | 토마스 코크런              | 더글라스 코크런 | 더글라스 코크런 |

연막을 처음으로 사용했다는 기록은 기원전 2000년경 고대 인도 전쟁에서 발화 장치와 독성 연기로 인해 사람들이 잠에 빠졌던 때였다.
나중에 그리스 역사가 투키디데스( Thucydides) 에 의해 기록되었는데 , 그는 유황, 나무, 역청이 연소되면서 생성된 연기가 바람에 의해 플라타이아(기원전 428년)로, 나중에는 델리움(기원전 423년)으로 운반되었다고 설명했다.
1622년 네덜란드는 마카오 전투에서 연막을 사용했다. 네덜란드 군이 연기 덮개 아래에 착륙 할 수 있도록 축축한 화약 통이 바람에 발사되었다.
나중에 1790년에서 1810년 사이에 프랑스 혁명과 나폴레옹 전쟁에 참전한 스코틀랜드 해군 사령관이자 영국 해군 장교였던 던 도널드 10대 백작 토마스 코크런(Thomas Cochrane, 10th Earl of Dundonald )(1775-1860)이 유황을 연소하여 생성되는 연막을 고안했다. 델리움과 플라타이아에서 사용된 것과 동일한 방법을 배운 후 전쟁에 사용하였다.
토마스 코크런(Thomas Cochrane, 10th Earl of Dundonald)의 손자, 더글라스 코크런(Douglas Cochrane, 12th Earl of Dundonald)은 자서전에서 윈스턴 처칠(한때 영국에서 기동 작전 여단이 있을 때 그를 위해 질주했던 사람)에게 사용의 중요성에 대해 어떻게 이야기했는지 설명했다. 전장에 연막을 설치하여 1차 세계대전과 2차 세계대전 모두에서 사용하였다.
1980년대 초반까지 가시광선 관측 방해용으로 매우 효과적으로 운용되어 왔으나 최근 환경오염성과 인체에 독성이 적은 가시광선 연막물질로 대체되고 있다. 또한 전자광학 기술의 발전으로 장갑차에 열상장비가 탑재되고 각종 유도 미사일에 적외선 탐색기가 장착됨에 따라 기존의 가시광선 연막제는 효과적인 방어수단이 될 수 없게 되었다.
이에 따라 미국, 영국을 비롯한 선진 각국에서는 이미 가시광선 및 적외선 영역은 물론 밀리미터파까지 차장할 수 있는 연막장비가 배치되고 있다.

### 연막작전
아군의 활동이나 시설 등을 적의 관측으로부터 은폐하기 위하여 연막을 사용하는 작전. 연막 살포 임무를 수행하는 데 관련되는 모든 작전 활동, 즉 이동 정찰, 진지 점령, 발연, 연막 통제 및 철수 등이 포함된다.연막 작전시 사용되는 발연 수단의 종류로는 야포, 박격포, 연막통, 연막 수류탄, 전차 연막탄 발사기, 전차 발연 장치, 헬기 발연 장치 등이 있다. 연막통, 박격포, 야포 및 연막 수류탄 등은 기존 체계를 그대로 유지하고 있으나, 전차용 연막탄과 발연기 체계는 적외선 및 밀리미터파 영역까지 차폐 가능하다.

### 지상전
연막은 일반적으로 보병이 적 사격 지역에서 자신의 움직임을 숨기기 위해 사용된다. 또한 탱크와 같은 장갑 전투 차량에서 철수를 은폐하는 데 사용할 수도 있다. 그들은 전투 초기부터 적들의 방향을 혼란시키거나 몰아내기 위해 정기적으로 사용되었다.

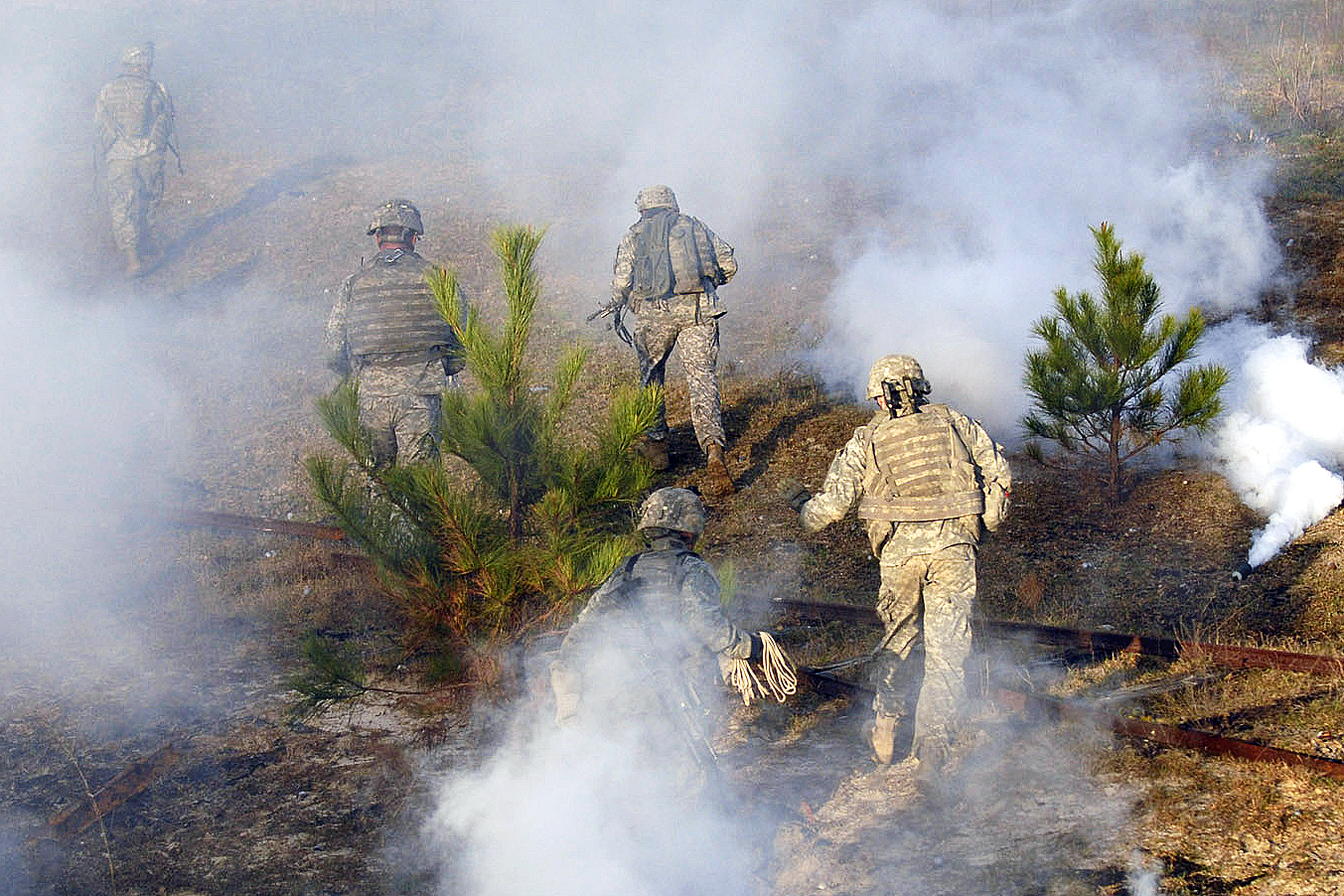
지상전

연막의 독성 변형은 1918년 4월 23일 영국 왕립 해군이 벨기에의 핵심 항구인 브뤼헤-지브뤼헤를 무력화하려는 시도인 Zeebrugge Raid 에서 Frank Arthur Brock이 사용하고 고안한 것이다.
1943년 10월 드네프르 강을 도하하기 위해 붉은 군대는 30km 길이의 연막을 설치했다. 1944년 안지오(Anzio) 교두보 에서 미국 화학부대 부대는 두 달 동안 낮 시간 동안 항구 주변에 25km(16마일)의 "옅은 안개" 연막을 유지했다. 이 스크린의 밀도는 주변 언덕에 있는 독일 전방 관찰자의 관찰을 방지하면서도 항구 운영을 방해하지 않을 만큼 충분하도록 조정되었다.
베트남 전쟁에서는 소화기 사격으로부터 지상의 승무원과 사람을 보호하기 위해 새로운 항공 이동 개념의 일부로 "연막선"이 도입되었다. 1964년과 1965년에 "Smoke Ship"은 UH-1B를 사용하여 145 전투 항공 대대에서 처음으로 사용되었다.

### 해전

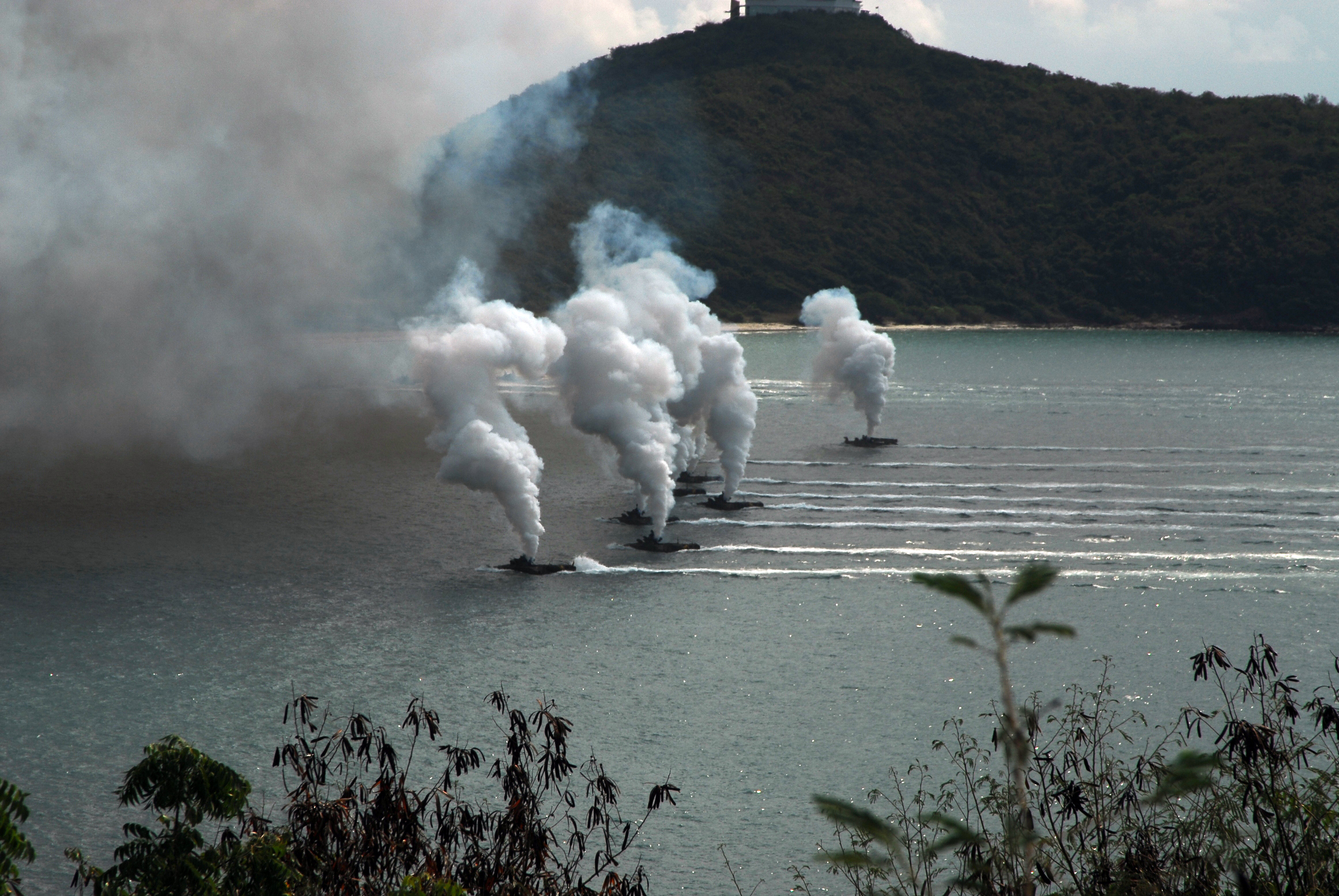
해전

그리스 불, 악취 폭탄, 소방선, 거북선 갑판의 소이탄 등 해상에서 소이 무기를 사용하는 초기 사례가 많이 있으며, 이는 연기를 생성하는 효과도 있었다. 해군 연막은 종종 1812년 Thomas Cochrane 경이 제안한 것으로 알려져 있지만, Cochrane의 제안은 계몽적인 것만큼이나 사용하기 힘든 것이었다. 20세기 초가 되어서야 대규모 해군 연막을 주요 전술로 사용했다는 명확한 증거가 나타났다.
미국 남북 전쟁 동안 RE Lee가 첫 번째 연막을 사용하여 봉쇄를 실행 하고 USS Iroquois를 탈출했다.
연막의 사용은 제1차 세계 대전과 제2차 세계 대전의 해전에서도 흔히 볼 수 있었다.

## 같이 보기
- 발연통
- 소이 무기
- 군사 위장
- PT보트
- 연기 폭탄

## 참고 문헌
- 박장호, 조민수, 김영대, 이병택, 장일호. (2011). 가속노화에 따른 백색 연막수류탄(M8)의 화학적 구조 변화에 관한 연구. 한국군사과학기술학회지 , 14(6), 1186-1191.
- 이준혁, 정현석, 이종찬. (2022). 155mm 연막탄 오작용 조사분석 및 향후 평가방안. 한국산학기술학회 논문지, 23(8), 202-210, 10.5762/KAIS.2022.23.8.202
- 이종찬, 이준혁, 정현석. (2020). 적외선 차장 연막유탄 신뢰도 및 저장수명 연구. 한국산학기술학회 논문지, 21(4), 437-445.
- 윤민우 and 김은영. (2021). 테러이용수단으로서의 화학물질 관리현황과 개선방안. 한국치안행정논집, 18(1), 137-151.
- 윤성용. "다중이용시설 화학테러에 사용 가능한 화학물질의 특성 및 대응방안과 국내 제도의 개선 방향성." 국내석사학위논문 호서대학교 일반대학원, 2019. 충청남도
- 이내주. (2020). 전쟁이 드리운 반(反)문명의 그림자 : 제1차 세계대전 시 화학전(戰)과 영국의 대응. 문명과 경계,(3), 111-146.
- 尹慶遠. (2006). 화학전 방어체계 발전 방향. 국방과 기술,(333), 34-49.
- 본투비역사연구소, "인류 역사상 가장 잔인한 제1차 세계대전", 본투비북스, 2023.